# Newnham (Kent)
Newnham – wieś w Anglii, w hrabstwie Kent, w dystrykcie Swale. Leży 19 km na wschód od miasta Maidstone i 70 km na południowy wschód od centrum Londynu.